# Lijst van oorlogsmonumenten in Veldhoven
De Nederlandse gemeente Veldhoven heeft zes oorlogsmonumenten. Hieronder een overzicht.
| Nr.  | Object                                    | Herdachte groep | Ontwerper                    | Onthulling        | Type            | Locatie                     | Plaats    | Coördinaten                   | Foto                                  |
| ---- | ----------------------------------------- | --- | ---------------------------- | ----------------- | --------------- | --------------------------- | --------- | ----------------------------- | ------------------------------------- |
| 1079 | Ereveld voor burgerslachtoffers           | burgerslachtoffers |                              |                   | gedenksteen     | Blaarthemseweg, 5502 JR     | Veldhoven | 51° 25' 30" NB, 5° 25' 17" OL |                                       |
| 1084 | Monument in de R.K. kerk Heilige Caecilia | militairen in dienst van het Ned. Kon. na 1945 |                              | 2 september 1951  | plaquette       | Dorpstraat 18, 5504 HH      | Veldhoven | 51° 24' 15" NB, 5° 23' 50" OL |                                       |
| 1085 | Monument voor Peter Zuid                  | verzet Nederland | Piet Killaars                | 18 maart 1967     | beeld/sculptuur | Borghoutspark, 5502 JX      | Veldhoven | 51° 25' 44" NB, 5° 25' 25" OL | Monument voor Peter Zuid              |
| 1086 | Kanon van Zandoerle                       | algemeen, geallieerde militairen |                              |                   | overig          |                             | Zandoerle | 51° 24' 53" NB, 5° 21' 32" OL | Kanon van Zandoerle                   |
| 1218 | Herdenkingsmonument                       | militairen in dienst van het Ned. Kon. na 1945, militairen in dienst van het Ned. Kon. 1940-1945, burgerslachtoffers, burgers voormalig Nederlands-Indië, vervolgden Nederland, verzet Nederland | C. Verspaandonk (10-01-1932) | 2 mei 1992        | overig          | Kleine Dreef, 5504 LE       | Veldhoven | 51° 24' 8" NB, 5° 24' 7" OL   |                                       |
| 3429 | Plaquette op de Onze Lieve Vrouwebrug     | algemeen | Jacq. Bijnen (1940)          | 18 september 2009 | plaquette       | Onze Lieve Vrouwedijk, 5581 | Veldhoven | 51° 24' 9" NB, 5° 25' 38" OL  | Plaquette op de Onze Lieve Vrouwebrug |

Alphen-Chaam ·
Altena ·
Asten ·
Baarle-Nassau ·
Bergeijk ·
Bergen op Zoom ·
Bernheze ·
Best ·
Bladel ·
Boekel ·
Boxtel ·
Breda ·
Cranendonck ·
Deurne ·
Dongen ·
Drimmelen ·
Eersel ·
Eindhoven ·
Etten-Leur ·
Geertruidenberg ·
Geldrop-Mierlo ·
Gemert-Bakel ·
Gilze en Rijen ·
Goirle ·
Halderberge ·
Heeze-Leende ·
Helmond ·
's-Hertogenbosch ·
Heusden ·
Hilvarenbeek ·
Laarbeek ·
Land van Cuijk ·
Loon op Zand ·
Maashorst ·
Meierijstad ·
Moerdijk ·
Nuenen, Gerwen en Nederwetten ·
Oirschot ·
Oisterwijk ·
Oosterhout ·
Oss ·
Reusel-De Mierden ·
Roosendaal ·
Rucphen ·
Sint-Michielsgestel ·
Someren ·
Son en Breugel ·
Steenbergen ·
Tilburg ·
Valkenswaard ·
Veldhoven ·
Vught ·
Waalre ·
Waalwijk ·
Woensdrecht ·
Zundert